# Rakiuraperla nudipes
Rakiuraperla nudipes är en bäcksländeart som beskrevs av Mclellan 1977. Rakiuraperla nudipes ingår i släktet Rakiuraperla och familjen Gripopterygidae. Inga underarter finns listade i Catalogue of Life.

## Bildgalleri

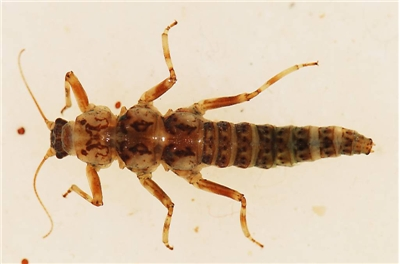